# Antoine Henri Becquerel
Antoine Henri Becquerel (Parigi, 15 dicembre 1852 – Le Croisic, 25 agosto 1908) è stato un fisico francese, premio Nobel e scopritore della radioattività.

## Biografia
Henri Becquerel nacque a Parigi in una famiglia di cui, contando lui e suo figlio Jean, sono note quattro generazioni di scienziati. Infatti anche suo padre, Alexandre Edmond Becquerel, e suo nonno, Antoine César Becquerel, sono stati eminenti fisici, entrambi professori al Muséum national d'histoire naturelle di Parigi. Effettuò i suoi studi al Lycée Louis-le-Grand, dove ebbe come insegnante, tra gli altri professori, il matematico Jean Gaston Darboux. Studiò scienze all'École polytechnique e ingegneria all'École Nationale des Ponts et Chaussées. Nel 1874 si sposò con Lucie Jamin, figlia di uno dei suoi professori di fisica all'École polytechnique, dalla quale ebbe un figlio, Jean, nel 1878.
Ottenne il suo diploma di ingegnere nel 1877, ma preferì la ricerca scientifica. I suoi primi lavori sono relativi all'ottica; a partire dal 1875 si orientò verso la ricerca sulla polarizzazione. Nel 1883 si dedicò allo studio dello spettro infrarosso dei vapori metallici prima di consacrarsi, nel 1886 all'assorbimento della luce nei cristalli, lavoro che portò avanti fino alla discussione della sua tesi di dottorato nel 1888. L'anno seguente venne eletto all'Académie des Sciences, come suo padre e suo nonno prima di lui. Dopo la morte del padre, avvenuta nel 1892, proseguirà il suo lavoro e finirà per entrare come professore all'École polytechnique nel 1895.
Nel 1894 divenne ingegnere capo del Dipartimento dei ponti e delle strade. Nel 1896 Becquerel scoprì accidentalmente la radioattività, mentre investigava la fosforescenza dei sali di uranio. Incoraggiato dal suo amico matematico e fisico Henri Poincaré, cercherà di determinare se il fenomeno avesse la stessa natura dei raggi X. Durante le sue ricerche mise in contatto con il materiale una lastra fotografica, accorgendosi che era stata impressionata anche se non era stata esposta alla luce del sole: Becquerel concluse che il materiale emetteva raggi elettromagnetici senza bisogno di un'eccitazione da parte della luce. Annunciò i suoi risultati il 2 marzo dello stesso anno, solo pochi giorni prima del lavoro di Silvanus Phillips Thompson, che lavorava in parallelo sullo stesso soggetto a Londra.
Nello stesso periodo, una studentessa, Marie Curie, sposa del suo collega Pierre Curie, scelse come oggetto di tesi lo studio di questo nuovo tipo di radiazione. Ella confermò in qualche mese che l'irraggiamento era una proprietà di diversi elementi chimici e battezzò tale proprietà come "radioattività". Nel 1903 condivise il Premio Nobel per la fisica con Pierre e Marie Curie "in riconoscimento degli straordinari servizi che ha reso con la sua scoperta della radioattività spontanea". Nel 1908, anno della sua morte, venne eletto come segretario permanente dell'Académie des Sciences. Morì all'età di cinquantacinque anni a Le Croisic. L'unità S.I. per la radioattività, il becquerel (Bq), prende il suo nome e a lui fu intitolata anche un minerale, la becquerelite, così come un cratere sulla Luna e uno su Marte.

## Scritti
- Cours de physique. Ecole Polytechnique, 1ère division, 2e année d'études[collegamento interrotto] (1897-1900).
- Cours de physique. Ecole Polytechnique, 2e division[collegamento interrotto] (1894-1901).
- Recherches sur les variations des spectres d'absorption dans les cristaux (1888).
- Electro-Chimie (1882).
- Travaux de physique optique et de radiographie. (1896-1900).
- Sur le rayonnement de l'uranium et sur diverses propriétés physiques du rayonnement des corps radioactifs (1900).
- Sur une propriété nouvelle de la matière, la radio-activité: Conférence faite à Stockholm le 11 décembre 1903.